# Wszyscy nienawidzą Chrisa
Wszyscy nienawidzą Chrisa (ang. tytuł Everybody Hates Chris) – amerykański serial komediowy, którego głównym bohaterem jest Chris.
Serial oparty na doświadczeniach z dzieciństwa znanego amerykańskiego komika i zdobywcy nagrody Emmy, Chrisa Rocka.
Premiera serialu odbyła się 22 września 2005. W Polsce serial można oglądać od 19 kwietnia 2009.

## Streszczenie
Młody Chris kończy 13 lat i ma nadzieję, że rozpoczyna prawdziwe życie nastolatka. Jako najstarszy z trójki rodzeństwa wkrótce przekonuje się, że dorastanie na Brooklynie w Nowym Jorku, szczególnie we wczesnych latach 80. XX wieku, nie jest tak kolorowe, jak mogłoby się wydawać.

## Obsada
- Tyler James Williams – Chris, główny bohater
- Tequan Richmond – Drew, młodszy brat Chrisa
- Terry Crews – Julius, ojciec Chrisa
- Tichina Arnold – Rochelle, matka Chrisa
- Imani Hakim – Tonya, młodsza siostra Chrisa
- Vincent Martella – Greg, najlepszy przyjaciel Chrisa

## Polska wersja
Wersja polska: na zlecenie Comedy Central Polska - Master Film

Tekst: Olga Dowgird 

Czytał: Paweł Bukrewicz

## Nagrody
|      |                          |                                     |  |  |  |
| 2006 | Nagroda Młodych Artystów | Najlepszy serial rodzinny (komedia) |  |  |  |

## Spis odcinków
Serial ma 88 odcinków w 4 sezonach.